# Manual do Zé Carioca
O Manual do Zé Carioca é um livro infantil brasileiro lançado pela Abril originalmente em 1974, por ocasião da primeira Copa do Mundo da Alemanha.
A obra teve edições revistas e atualizadas em 1978 e (sob o título Manual da Copa do Mundo, com capas diferentes) em 1982 e 1986. A edição de 1978 foi a última de um manual Disney da série clássica em capa dura. Em 2018, foi relançado uma reprodução da obra.
A maior parte de seu conteúdo foi reaproveitado na Biblioteca do Escoteiro-Mirim e na coleção Manuais Disney (Nova Cultural).